# Consolidated O-17 Courier
Consolidated Model 2 Courier là một loại máy bay huấn luyện và thám sát của Vệ binh quốc gia Hoa Kỳ, với tên định danh là O-17.

## Biến thể
XO-17 (prototype)
O-17 Model 2 Courier
XO-17A (prototype)
Model 7 (RCAF landplane)
Model 8 (RCAF floatplane)
XPT-8 (demonstrator)
XPT-8A
Model 15 (demonstrator)

## Quốc gia sử dụng
Canada
- Không quân Hoàng gia Canada

 United States
- Vệ binh quốc gia Hoa Kỳ

## Tính năng kỹ chiến thuật (O-17)
Dữ liệu lấy từ Eden & Moeng (2002)
Đặc điểm tổng quát
- Kíp lái: 2
- Chiều dài: 27 ft 11 in (8,51 m)
- Sải cánh: 34 ft 5.5 in (10,5 m)
- Chiều cao: 9 ft 9 in (2,97 m)
- Diện tích cánh: 296 ft2 (27,5 m²)
- Trọng lượng rỗng: 1.881 lb (853 kg)
- Trọng lượng cất cánh tối đa: 2.723 lb (1235 kg)
- Động cơ: 1 × Wright R-790-1, 225 hp (168 kW)

 Hiệu suất bay 
- Vận tốc cực đại: 118 mph (190 km/h)
- Vận tốc hành trình: 100 mph (161 km/h)
- Tầm bay: 550 miles (885 km)
- Trần bay: 12.000' (3660 m)
- Vận tốc lên cao: 865 ft/phút (264 m/phút)

Trang bị vũ khí

- 1 × súng máy M1919 Browning.30 cal (7,62 mm)